# Regasilus chicamac
Regasilus chicamac es una especie de insecto del género Regasilus, familia Asilidae, orden Diptera.
Fue descubierta por el entomólogo peruano Pável Sánchez Flores a partir de especímenes encontrados en los departamentos de Apurímac, Cajamarca, Cusco y La Libertad, en Perú, a unos 3938 m s. n. m. La descripción fue publicada en la revista científica Zootaxa en 2020.